# علم تركيب الأشكال
علم تركيب الأشكال هو علم يبحث فيه عن التراكيب بين أشكال بسائط الحروف مطلقا، لا من حيث دلالتها على الألفاظ بل من حيث حسنها في السطور. فكما أن للحروف حسنا حال بساطتها فكذلك لها حسن مخصوص حال تركيبها — من تناسب الشكل والنقط وتناسب خلال الكلمات والسطور.